# Campeonato FIBA Américas Femenino Sub-16 de 2015
El Campeonato FIBA Américas Femenino Sub-16 de 2015 fue la 4ª edición del torneo de baloncesto organizado por FIBA Américas para selecciones menores de 16 años. Se realizó en la ciudad de Puebla, Puebla en (México), del 24 al 28 de junio de 2015, y otorgó cuatro cupos al Campeonato Mundial de Baloncesto Femenino Sub-17 de 2016.

## Selecciones participantes
- Norteamérica:
  -  Estados Unidos
  -  Canadá
- Centroamérica y el Caribe:
  -  Honduras
  -  México (Sede)
  -  Cuba
- Sudamérica:
  -  Argentina
  -  Brasil
  -  Venezuela

## Ronda de grupos

### Grupo A
| Pos | Equipo         | Pts | PG | PP | PF  | PC  | Dif  |
| --- | -------------- | --- | -- | -- | --- | --- | ---- |
| 1   | Estados Unidos | 6   | 3  | 0  | 251 | 133 | +118 |
| 2   | México         | 5   | 2  | 1  | 186 | 187 | -1   |
| 3   | Argentina      | 4   | 1  | 2  | 167 | 200 | -33  |
| 4   | Honduras       | 3   | 0  | 3  | 138 | 222 | -84  |

FuenteːResultados Archivado el 20 de diciembre de 2016 en Wayback Machine.
|  | Avanzan a semifinales. |  | Jugarán por el quinto puesto. |

| 24 de junio de 2015 | Argentina                                              | 48–80                                | Estados Unidos                                             |                        |  |
| 21:00               | Parciales: 8-17, 11-21, 15-18, 14-24                   | Parciales: 8-17, 11-21, 15-18, 14-24 | Parciales: 8-17, 11-21, 15-18, 14-24                       |                        |  |
|                     | Estadísticas Siciliano 10 Giovanoli, Fux 5 Torruella 3 | Boxscore Pts Reb Asts                | Estadísticas Morris, Espinoza-Hunter 16 Myers 8 Caldwell 4 | Pabellón: Puebla (MEX) |  |

| 24 de junio de 2015 | México                                 | 74–45                                | Honduras                                                 |                        |  |
| 23:00               | Parciales: 10-15, 18-9, 17-11, 29-10   | Parciales: 10-15, 18-9, 17-11, 29-10 | Parciales: 10-15, 18-9, 17-11, 29-10                     |                        |  |
|                     | Estadísticas Ruiz 24 Cano 11 Rangel 11 | Boxscore Pts Reb Asts                | Estadísticas Grenald, Leva 14 Grenald 23 Reichle, Leva 2 | Pabellón: Puebla (MEX) |  |

| 25 de junio de 2015 | Estados Unidos                                              | 86–41                               | Honduras                                  |                        |  |
| 17:00               | Parciales: 12-13, 26-7, 14-12, 34-9                         | Parciales: 12-13, 26-7, 14-12, 34-9 | Parciales: 12-13, 26-7, 14-12, 34-9       |                        |  |
|                     | Estadísticas Scott-Grayson 18 De Costa, Myers 8 Caldwell 10 | Boxscore Pts Reb Asts               | Estadísticas Leva 21 Grenald 14 Reichle 3 | Pabellón: Puebla (MEX) |  |

| 25 de junio de 2015 | México                                        | 68–57                 | Argentina                                         |                        |  |
|                     | Parciales: 9-9, 18-15, 25-14, 16-19           |                       |                                                   |                        |  |
|                     | Estadísticas Navarrete 13 Cano 11 3 players 5 | Boxscore Pts Reb Asts | Estadísticas Foresto 12 Pinto 15 Pinto, Velasco 3 | Pabellón: Puebla (MEX) |  |

| 26 de junio de 2015 | Honduras                                  | 52–62                               | Argentina                                                     |                        |  |
| 17:00               | Parciales: 12-10, 5-25, 26-13, 9-14       | Parciales: 12-10, 5-25, 26-13, 9-14 | Parciales: 12-10, 5-25, 26-13, 9-14                           |                        |  |
|                     | Estadísticas Leva 25 Grenald 24 Grenald 4 | Boxscore Pts Reb Asts               | Estadísticas Silva 21 Silva, Siciliano 9 Siciliano, Velasco 4 | Pabellón: Puebla (MEX) |  |

| 26 de junio de 2015 | México                                    | 44–85                                | Estados Unidos                               |                        |  |
| 23:00               | Parciales: 10-16, 9-17, 13-32, 12-20      | Parciales: 10-16, 9-17, 13-32, 12-20 | Parciales: 10-16, 9-17, 13-32, 12-20         |                        |  |
|                     | Estadísticas Ruiz 13 Landin 5 Navarrete 3 | Boxscore Pts Reb Asts                | Estadísticas Littleton 17 Prince 14 Morris 4 | Pabellón: Puebla (MEX) |  |

### Grupo B
| Pos | Equipo    | Pts | PG | PP | PF  | PC  | Dif |
| --- | --------- | --- | -- | -- | --- | --- | --- |
| 1   | Canadá    | 6   | 3  | 0  | 225 | 138 | +87 |
| 2   | Brasil    | 5   | 2  | 1  | 216 | 154 | +62 |
| 3   | Cuba      | 4   | 1  | 2  | 166 | 238 | -72 |
| 4   | Venezuela | 3   | 0  | 3  | 156 | 233 | -77 |

FuenteːResultados Archivado el 20 de diciembre de 2016 en Wayback Machine.
|  | Avanzan a semifinales. |  | Jugarán por el quinto puesto. |

| 24 de junio de 2015 | Cuba                                          | 43–85                                | Canadá                                   |                        |  |
| 17:00               | Parciales: 12-13, 13-20, 11-28, 7-24          | Parciales: 12-13, 13-20, 11-28, 7-24 | Parciales: 12-13, 13-20, 11-28, 7-24     |                        |  |
|                     | Estadísticas Armentero 19 Espinosa 8 Millet 8 | Boxscore Pts Reb Asts                | Estadísticas Jerome 16 Brown 10 Jerome 6 | Pabellón: Puebla (MEX) |  |

| 24 de junio de 2015 | Venezuela                                             | 40–84                                | Brasil                                   |                        |  |
| 19:00               | Parciales: 10-24, 7-20, 13-24, 10-16                  | Parciales: 10-24, 7-20, 13-24, 10-16 | Parciales: 10-24, 7-20, 13-24, 10-16     |                        |  |
|                     | Estadísticas Zapata 9 Fajardo, Veliz 8 Diaz, Torres 3 | Boxscore Pts Reb Asts                | Estadísticas Leite 18 Ugwu 13 Carneiro 5 | Pabellón: Puebla (MEX) |  |

| 25 de junio de 2015 | Brasil                                    | 82–50                                 | Cuba                                           |                        |  |
| 19:00               | Parciales: 18-10, 17-13, 24-16, 23-11     | Parciales: 18-10, 17-13, 24-16, 23-11 | Parciales: 18-10, 17-13, 24-16, 23-11          |                        |  |
|                     | Estadísticas Leite 17 Ugwu 11 4 players 4 | Boxscore Pts Reb Asts                 | Estadísticas Millet 17 Contreras 9 Armentero 4 | Pabellón: Puebla (MEX) |  |

| 25 de junio de 2015 | Canadá                                              | 76–45                                | Venezuela                                       |                        |  |
| 21:00               | Parciales: 18-8, 20-15, 22-11, 16-11                | Parciales: 18-8, 20-15, 22-11, 16-11 | Parciales: 18-8, 20-15, 22-11, 16-11            |                        |  |
|                     | Estadísticas Hanson 11 Amihere 12 Hanson, Donovan 4 | Boxscore Pts Reb Asts                | Estadísticas Torres 14 Fajardo 8 Diaz, Torres 3 | Pabellón: Puebla (MEX) |  |

| 26 de junio de 2015 | Venezuela                                  | 71–73                                 | Cuba                                                       |                        |  |
| 19:00               | Parciales: 12-23, 12-12, 24-15, 23-23      | Parciales: 12-23, 12-12, 24-15, 23-23 | Parciales: 12-23, 12-12, 24-15, 23-23                      |                        |  |
|                     | Estadísticas Zapata 25 Fajardo 9 Alvarez 9 | Boxscore Pts Reb Asts                 | Estadísticas Armentero 20 Contreras 16 Armentero, Millet 8 | Pabellón: Puebla (MEX) |  |

| 26 de junio de 2015 | Canadá                                           | 64–50                               | Brasil                                      |                        |  |
| 21:00               | Parciales: 13-21, 15-9, 19-9, 17-11              | Parciales: 13-21, 15-9, 19-9, 17-11 | Parciales: 13-21, 15-9, 19-9, 17-11         |                        |  |
|                     | Estadísticas Shand 17 Donovan 8 Makolo, Jerome 3 | Boxscore Pts Reb Asts               | Estadísticas Leite 16 Ugwu 13 De Oliveira 6 | Pabellón: Puebla (MEX) |  |

## Ronda final

### Clasificación del quinto al octavo
| 27 de junio de 2015 | Argentina                                 | 64–51                                | Venezuela                                               |                        |  |
| 17:00               | Parciales: 20-15, 20-3, 14-14, 10-19      | Parciales: 20-15, 20-3, 14-14, 10-19 | Parciales: 20-15, 20-3, 14-14, 10-19                    |                        |  |
|                     | Estadísticas Chagas 17 Pinto 15 Foresto 6 | Boxscore Pts Reb Asts                | Estadísticas Fajardo 17 Betancourt 10 Zapata, Alvarez 5 | Pabellón: Puebla (MEX) |  |

| 27 de junio de 2015 | Cuba                                           | 59–53                                | Honduras                                 |                        |  |
| 19:00               | Parciales: 18-11, 10-20, 19-8, 12-14           | Parciales: 18-11, 10-20, 19-8, 12-14 | Parciales: 18-11, 10-20, 19-8, 12-14     |                        |  |
|                     | Estadísticas Armentero 15 Espinosa 13 Millet 9 | Boxscore Pts Reb Asts                | Estadísticas Leva 27 Grenald 16 Nativi 4 | Pabellón: Puebla (MEX) |  |

### Semifinales
| 27 de junio de 2015 | Estados Unidos                                  | 63–72                                 | Brasil                                        |                        |  |
| 21:00               | Parciales: 14-21, 13-24, 14-13, 22-14           | Parciales: 14-21, 13-24, 14-13, 22-14 | Parciales: 14-21, 13-24, 14-13, 22-14         |                        |  |
|                     | Estadísticas Morris 21 Myers 10 Scott-Grayson 5 | Boxscore Pts Reb Asts                 | Estadísticas Leite 24 Lopes 13 Leite, Lopes 5 | Pabellón: Puebla (MEX) |  |

| 27 de junio de 2015 | Canadá                                       | 70–42                              | México                                        |                        |  |
| 23:00               | Parciales: 27-24, 19-8, 10-6, 14-4           | Parciales: 27-24, 19-8, 10-6, 14-4 | Parciales: 27-24, 19-8, 10-6, 14-4            |                        |  |
|                     | Estadísticas Jerome 16 Jerome 16 3 players 3 | Boxscore Pts Reb Asts              | Estadísticas Ruiz 13 Cano, Peña 7 Navarrete 3 | Pabellón: Puebla (MEX) |  |

## Juegos finales

### Séptimo lugar
| 28 de junio de 2015 | Venezuela                                       | 66–64                                 | Honduras                               |                        |  |
| 17:00               | Parciales: 17-11, 14-10, 21-25, 14-18           | Parciales: 17-11, 14-10, 21-25, 14-18 | Parciales: 17-11, 14-10, 21-25, 14-18  |                        |  |
|                     | Estadísticas Alvarez 13 Betancourt 11 Alvarez 9 | Boxscore Pts Reb Asts                 | Estadísticas Leva 24 Grenald 19 Leva 4 | Pabellón: Puebla (MEX) |  |

### Quinto lugar
| 28 de junio de 2015 | Argentina                                   | 54–68                                | Cuba                                            |                        |  |
| 19:00               | Parciales: 14-15, 13-19, 7-22, 20-12        | Parciales: 14-15, 13-19, 7-22, 20-12 | Parciales: 14-15, 13-19, 7-22, 20-12            |                        |  |
|                     | Estadísticas Chagas 19 Chagas 7 Siciliano 5 | Boxscore Pts Reb Asts                | Estadísticas Armentero 26 Contreras 20 Millet 8 | Pabellón: Puebla (MEX) |  |

### Tercer lugar
| 28 de junio de 2015 | Estados Unidos                                                  | 81–24                              | México                                    |                        |  |
| 21:00               | Parciales: 22-6, 30-8, 19-10, 10-0                              | Parciales: 22-6, 30-8, 19-10, 10-0 | Parciales: 22-6, 30-8, 19-10, 10-0        |                        |  |
|                     | Estadísticas Morris, Williams 11 Caldwell, Williams 12 Adamas 6 | Boxscore Pts Reb Asts              | Estadísticas Landin 6 Barberio 9 Rangel 3 | Pabellón: Puebla (MEX) |  |

### Final
| 28 de junio de 2015 | Brasil                                            | 71–72                                             | Canadá                                             |                        |  |
| 23:00               | Parciales: 11-11, 12-18, 14-15, 28-21 (T.E.: 6-7) | Parciales: 11-11, 12-18, 14-15, 28-21 (T.E.: 6-7) | Parciales: 11-11, 12-18, 14-15, 28-21 (T.E.: 6-7)  |                        |  |
|                     | Estadísticas Leite 32 Lopes 16 Carneiro 6         | Boxscore Pts Reb Asts                             | Estadísticas Jerome 17 Jerome 12 Makolo, Donovan 3 | Pabellón: Puebla (MEX) |  |

## Premios
| Jugador más valioso |
| ------------------- |
| Alyssa Jerome       |

## Posiciones finales
| Rank              | Team           | Record |
| ----------------- | -------------- | ------ |
| Medalla de oro    | Canadá         | 5–0    |
| Medalla de plata  | Brasil         | 3–2    |
| Medalla de bronce | Estados Unidos | 4–1    |
| 4                 | México         | 2–3    |
| 5                 | Cuba           | 3–2    |
| 6                 | Argentina      | 2–3    |
| 7                 | Venezuela      | 1–4    |
| 8                 | Honduras       | 0–5    |

|  | Calificado para el Campeonato Mundial de Baloncesto Sub-17 de 2016 |